# Laurence R. Horn
Laurence Robert Horn (ur. 1945) – amerykański językoznawca. Zajmuje się pragmatyką i semantyką.
Jest autorem fundamentalnej książki A natural history of negation (1989).

## Publikacje (wybór)
- A Natural History of Negation (1989)
- The Expression of Negation (2010)